# Amphicnaeia piriana
Amphicnaeia piriana là một loài bọ cánh cứng trong họ Cerambycidae.